# Mervin Rodríguez
Mervin Willians Rodríguez Caraballo (ur. 4 sierpnia 1986) – wenezuelski judoka.
Uczestnik mistrzostw świata w 2009, 2013 i 2014. Startował w Pucharze Świata w latach 2010-2013. Zajął piąte miejsce na igrzyskach panamerykańskich w 2011. Triumfator igrzysk Ameryki Południowej w 2014 i drugi w 2010. Złoty medalista igrzysk Ameryki Środkowej i Karaibów w 2010 i brązowy w 2014. Wygrał igrzyska boliwaryjskie w 2009 i drugi w 2005. Trzeci na mistrzostwach panamerykańskich w 2012, a także na mistrzostwach Ameryki Południowej w 2011 roku.